# Qadesh (mitología)
Qadesh fue una diosa del Antiguo Egipto, relacionada con el amor y el placer sexual, según la mitología egipcia. 

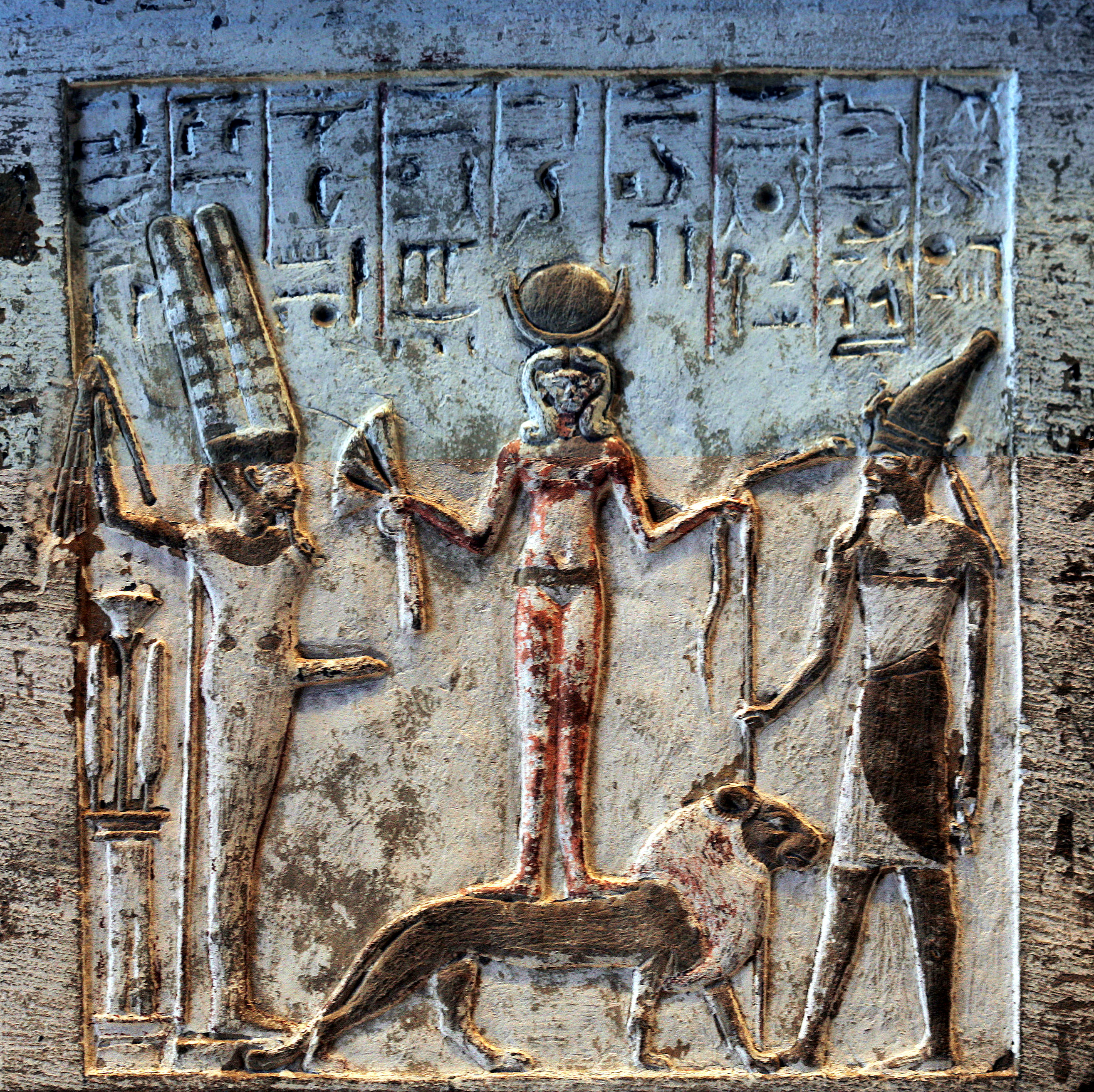
Bajorrelieve con los dioses Min, Qadesh (Siria) y Reshef (Canaán), en el poblado de Deir el-Medina, Egipto.

- Nombre egipcio: Qadesh. (Otras grafías: Kadesh, Qatesh, Qadeshet, Qetesh, Qudshu, Quodesh)

## Iconografía
Qadesh era representada como una mujer con un sutil vestido o desnuda, de pie sobre un león, portando flores de loto y serpientes, los símbolos de Min y de Reshef. A veces, puede llevar cuernos liriformes, disco solar y porta un sistro, al ser identificada con Hathor; o llevar sobre la cabeza un disco con una luna creciente o estrellas.

## Mitología
Qadesh es una diosa de la mitología egipcia importada de Siria, pues los egipcios adoptaron cultos extranjeros que gozaron de cierto éxito. Aunque se conoce su culto en Egipto durante el Imperio Medio, se consolida en el panteón egipcio a partir del Imperio Nuevo. Es la paredra de Min.

## Epítetos
Su nombre significa "santidad". Tenía el título de “Amada de Ptah”.

## Sincretismo
Qades fue identificada con la diosa Hathor, por sus características de diosa del amor y el placer sexual; también con Sejmet, por su relación con Ptah.

## Culto
Se la veneraba en aldeas de trabajadores y, especialmente, en las ciudades de artesanos de las necrópolis reales.
Su culto fue implantado en el área de Menfis por prisioneros asiáticos para pedir protección contra animales venenosos. El hecho de que sea representada de frente, es una forma de mostrar que es una diosa de origen extranjero.
| Aa28 | d · Aa12 | I12 |

| Aa28 | d · Aa12 | I12 |